# Platyderides doiangkhangensis
Platyderides doiangkhangensis är en skalbaggsart som beskrevs av Masumoto 1991. Platyderides doiangkhangensis ingår i släktet Platyderides och familjen Aphodiidae. Inga underarter finns listade i Catalogue of Life.